# Batalla de Andrassos
La batalla de Andrassos se disputó el 8 de noviembre de 960 en un desfiladero de montaña de los Montes Tauro cuya ubicación se desconoce. Se enfrentaron en ella los bizantinos de León Focas el Joven y las fuerzas del Emirato de Alepo hamdaní de Saif al-Daulá.
Saif al-Daulá había fundado un emirato con capital en Alepo en el 945, que pronto se convirtió en el principal enemigo del Imperio bizantino en su frontera oriental. Los dos bandos hicieron incursiones en territorio enemigo y llevaron a cabo represalias: los hamdaníes talaban las provincias bizantinas de Asia Menor y los bizantinos, a su vez atacaban los territorios hamdaníes en Mesopotamia superior y Siria septentrional.
El emir hamdaní aprovechó la marcha de gran parte del ejército bizantino a conquistar el Emirato de Creta para invadir territorio bizantino y devastar la región de Capadocia. Cuando volvía al sur, León Focas le tendió una emboscada en el desfiladero de Andrassos. Saif al-Daulá salvó la vida a duras penas, pero perdió su ejército, aniquilado en la celada.
La batalla supuso la culminación de una serie de victorias bizantinas que en varios años acabaron con el poderío hamdaní. Saif al-Daulá perdió en ella gran parte de sus tropas y, aquejado por la enfermedad, no pudo ya volver a hacer correrías tan al interior del territorio imperial. El hermano de León, Nicéforo, encabezó en el 969 una ofensiva que le permitió adueñarse de Cilicia y de la región de Antioquía en la Siria septentrional y someter Alepo a vasallaje.

## Antecedentes
Tras medio siglo de conquistas a costa de los emiratos fronterizos musulmanes protagonizadas por Juan Curcuas, a mediados del siglo X, el Imperio bizantino hubo de enfrentarse al emir hamdaní Saif al-Daulá. Este había fijado su capital en Alepo en el 945, y pronto extendió su autoridad por Siria del norte, gran parte de Mesopotamia superior y lo que quedaba de las marcas fronterizas (thughūr) del Califato abasí. Imbuido del espíritu de la yihad, el emir fue durante las dos décadas siguientes el principal enemigo de los bizantinos. Hasta que murió en el 967, Saif al-Daulá disputó cuarenta batallas con ellos.
Saif al-Daulá emprendió su primera incursión en territorio imperial en el invierno del 945-946, justo después de haber hecho de Alepo la capital de su emirato. Poco después acordó una tregua con los bizantinos, de manera que la guerra no volvió a reanudarse hasta el 948. Inicialmente, mandaba a los bizantinos el Doméstico de las escolas (jefe del Ejército) Bardas Focas el Viejo; pese a haber sido un subordinado eficiente, no lo fue tanto como jefe del Ejército. Los bizantinos obtuvieron algunas victorias en el período 948-950: saquearon las fortalezas fronterizas de Hadath y Marash y tomaron Teodosiópolis, acabando así con el emirato homónimo. El segundo hijo de Focas, León, se distinguió en los combates de esos años, dirigiendo la conquista de Hadath, encabezando una incursión que alcanzó los alrededores de Antioquía y venciendo a un ejército hamdaní. En noviembre del 950 obtuvo una victoria importante sobre Saif al-Daulá, que había penetrado profundamente en el Asia Menor bizantina desde Cilicia y vencido a su padre en una batalla. León emboscó al ejército enemigo en un desfiladero de montaña cuando este volvía de su correría; Saif al-Daulá perdió ocho mil hombres en la zalagarda y a duras penas salvó la vida.
Pese a ello, se negó a firmar la paz con los bizantinos y reanudó las incursiones en su territorio. Además comenzó a reconstruir las fortalezas fronterizas en Cilicia y el norte de Siria, entre ellas Marash y Hadath. Bardas Focas trató varias veces de impedírselo, pero fue derrotado; en una de las batallas los hamdaníes hicieron cautivo a su hijo menor, Constantino. Los fracasos de Focas hicieron que en el 955 fuese destituido y el mando de los bizantinos pasase a su primogénito, Nicéforo Focas. La suerte de la guerra comenzó a cambiar a partir de entonces y a favorecer a los bizantinos, acaudillados por Nicéforo, León y su sobrino Juan Tzimisces. Este último tendió una nueva emboscada a Saif al-Daulá en el 956; los dos ejércitos hubieron de combatir en medio de una lluvia torrencial y la victoria finalmente se inclinó del lado musulmán. Sin embargo, León Focas venció y apresó a Abú'l-Ashair, primo de Saif al-Daulá, cerca de Duluk. La ciudad de Hadath fue saqueada de nuevo en el 957 y Samósata en el 958; después del pillaje de esta, Tzimisces infligió una grave derrota a Saif al-Daulá en la batalla de Raban. León Focas taló Cilicia, llegó a Diyar Bakr y volvió por Siria en el 959, dejando tras él una estela de destrucción.

## Saif al-Daulá invade Capadocia

La fronteza arabo-bizantina meridional con las principales fortalezas de la zona.

Saif al-Daulá vio una oportunidad de reponerse de los sucesivos reveses a comienzos del verano del 960 merced a la marcha de Nicéforo y de gran parte de su ejército a conquistar el Emirato de Creta. Apoyado por tropas de Tarso, partió de Cilicia y penetró en territorio imperial, mientras simultáneamente su lugarteniente Nacha salía de Mayyafariqin para invadir el imperio más al norte.
León Focas fue el encargado de la defensa bizantina; según los cronistas bizantinos, había sido nombrado doméstico de las Escolas del Oeste (jefe de los ejércitos europeos del imperio) tras la entronización de Romano II en noviembre del 959 (su hermano Nicéforo era, a su vez, doméstico de las Escolas del Este) y acababa de desbaratar una incursión magiar en Tracia mediante un audaz ataque nocturno al campamento enemigo. El cronista árabe cristiano del siglo XI Yahya de Antioquía, por el contrario, afirma que León había sido nombrado doméstico del Este, y que permaneció en el frente oriental entre el 959 y el 960, llevando a cabo correrías en territorios hamdaníes hasta la invasión de Saif al-Daulá. Se ignora con qué fuerzas contaba, pero se sabe que eran notablemente menores que las del ejército hamdaní.
Saif al-Daulá invadió el imperio con copiosa caballería —las fuentes no concuerdan respecto al número: entre tres y treinta mil jinetes— y no encontró oposición hasta que llegó a la fortaleza de Carsiano, capital del thema homónimo. Tomó la fortaleza, la saqueó y pasó por las armas a la guarnición; seguidamente los musulmanes saquearon e incendiaron la comarca, haciendo abundantes prisioneros. La invasión parece que evitó los principales centros urbanos y fortalezas, a excepción de Carsiano; aparentemente, el objetivo de la compaña no era conquistar una población concreta, sino desorganizar la frontera enemiga mediante una expedición larga. Tras pillar Carsiano, Saif al-Daulá viró al oeste, para ampliar el territorio devastado.
A finales del otoño, emprendió la vuelta al sureste, llevando consigo el botín y los cautivos obtenidos en la campaña.

## Emboscada en Andrassos
León Focas, con muchas menos tropas que el enemigo, decidió enfrentarse a él mediante una emboscada, que tendió esperando la vuelta de los hamdaníes a su emirato. Focas había reunido fuerzas de varias provincias cercanas: de Capadocia llegaron soldados con su strategos, Constantino Maleno, al frente. El ejército bizantino se apostó en el desfiladero de Cilindro (Kylindros) en la parte suroccidental de la cordillera del Tauro, entre Cilicia y Capadocia. Las tropas bizantinas ocuparon el fortín que allí había y las escarpadas laderas del desfiladero. Según el cronista árabe Abú'l-Fida, era el mismo collado que Saif al-Daulá había utilizado para entrar en Capadocia, y muchos de sus lugartenientes le desaconsejaron que volviese por el mismo sitio; los de Tarso le recomendaron que los acompañase al sur por otra ruta que pretendían seguir para volver a su ciudad. No obstante, el emir hamdaní, soberbio, rechazó los consejos. Los de Tarso lo abandonaron para seguir su propio camino de vuelta a casa, lo que los libró del descalabro que sobrevino al emir y a su ejército.
El 8 de noviembre de 960, el ejército hamdaní comenzó a cruzar el cañón, partes del cual eran estrechas y abruptas, lo que desorganizó las filas. Los bizantinos lo atacaron cuando se acercaba al límite meridional. Hicieron sonar las trompetas y acometieron al enemigo desde las laderas, lanzándole rocas y troncos de árboles. La batalla fue una aplastante derrota hamdaní; León el Diácono afirma que años después todavía se podían ver los huesos de los numerosos caídos en la batalla y los cautivos fueron aún más numerosos —según Juan Escilitzes, llenaron las ciudades y las granjas de esclavos—. Los cautivos cristianos que habían hecho los vencidos fueron liberados, se recuperó el botín y los bizantinos se hicieron además con el tesoro y el bagaje de Saif al-Daulá. Este, sin embargo, logró huir del desastre; Teófanes Continuatus afirma que lo logró porque un renegado bizantino llamado Juan le cedió su caballo, mientras que León el Diácono indica que lanzó monedas de oro y plata tras de sí para retrasar sus perseguidores.
Según el cronista siriaco del siglo XIII Bar Hebraeus, solo trescientos jinetes lograron escapar del descalabro y volver a Alepo. Muchos de los principales dirigentes hamdaníes cayeron en la batalla o fueron apresados. Algunas fuentes árabes mencionan a los primos de Saif al-Daulá Abú'l-Ashair y Abú Firas al-Hamdani, pero la mayoría de los cronistas y de los historiadores modernos creen que la captura de estos ocurrió en otro momento (la de Abú'l-Asha'ir en el 956, y la de Abú Firas, en el 962). El cadí de Alepo, Abú'l-Huseín al-Raqqi, fue otra de las víctimas de la batalla (unas fuentes afirman que pereció en ella, otras que fue hecho prisionero) y Bar Hebraeus también registra las muertes de los jefes Hamid ibn Namus y Musa-Saya Jan.
León Focas liberó a los prisioneros bizantinos y les dio víveres y llevó a los cautivos y el botín hecho en la batalla a Constantinopla, donde celebró un triunfo en el hipódromo. La batalla impresionó hondamente a los contemporáneos: desató grandes celebraciones en el Imperio, y dolor y lamentos en las ciudades sirias; la mencionan todas las fuentes de la época, y aparece en el tratado contemporáneo bizantino De velitatione bellica (Sobre la guerra de emboscadas) como ejemplo señero de celada.

## Consecuencias
La derrota supuso la destrucción del poderío ofensivo hamdaní, tanto en opinión de los cronistas árabes de la época como en la de los historiadores modernos, y allanó las posteriores campañas victoriosas de Nicéforo Focas. Las derrotas que los bizantinos le infligieron a Saif al-Daulá en los años siguientes se consideran consecuencia inevitable del resultado de esta batalla. Garrood, por el contrario, destaca que el emir ya en el pasado se había repuesto de reveses similares y que las fuerzas de Nacha y de los aliados de Tarso seguían intactas; además, a diferencia de lo que ocurrió con derrotas posteriores, nadie se atrevió a poner en cuestión su autoridad tras la batalla.

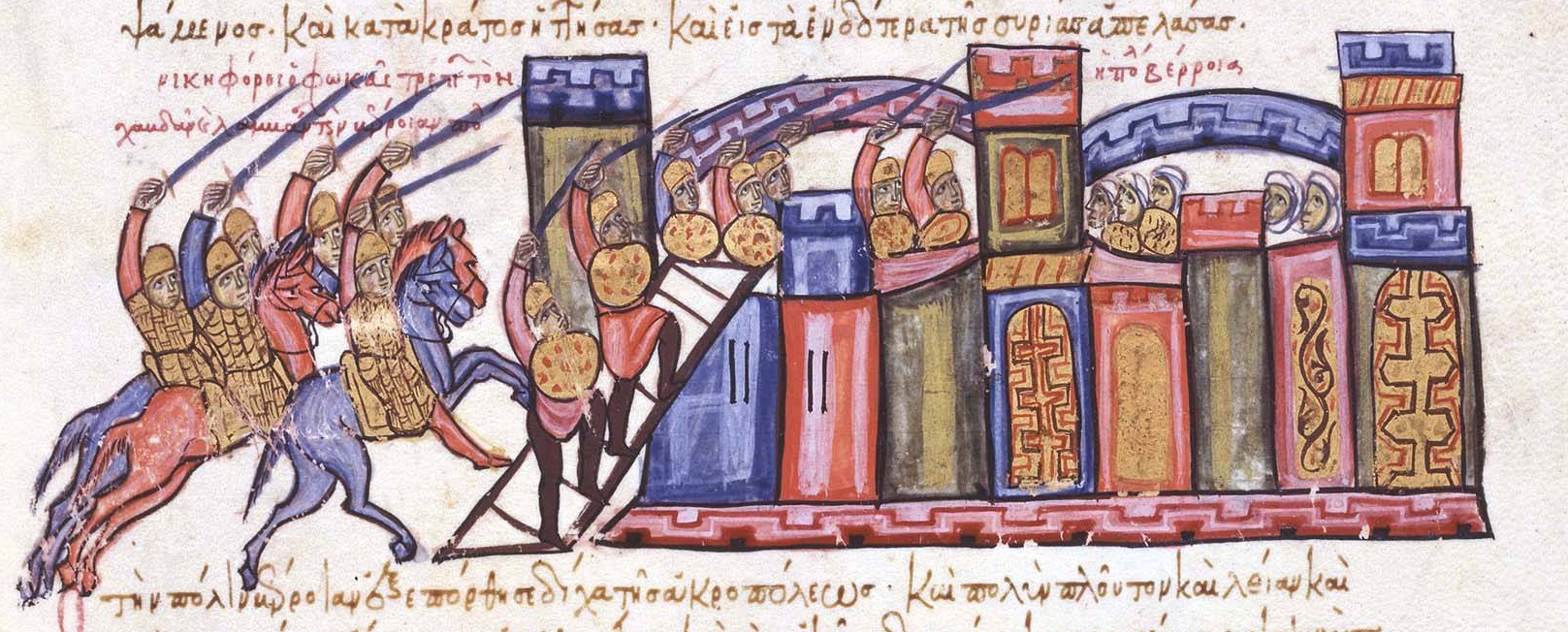
La conquista bizantina de Alepo a finales del 962, del Skylitzes Matritensis

Pese a esto, la incursión del 960 fue la última de semejante envergadura que emprendió Saif al-Daulá, y los bizantinos no le dejaron recuperarse: nada más regresar victorioso de Creta a mediados del 961, Nicéforo Focas reanudó la guerra en el este. Conquistó Anazarba en Cilicia, y adoptó una política deliberada de devastación y matanzas para ahuyentar a la población musulmana. Saif al-Daulá intentó en vano frenar el avance enemigo en Cilicia; Focas, al frente de unos setenta mil hombres, tomó Marash, Sisium, Duluk y Manbiy, y se hizo con los puertos occidentales del Anti-Tauro. Saif al-Daulá envió a Nacha con su ejército para enfrentarse a los bizantinos, pero estos evitaron el choque. Nicéforo se dirigió al sur y a mediados de diciembre apareció por sorpresa ante Alepo. Venció al ejército que se reunió apresuradamente para defender la ciudad y la tomó y saqueó, salvo la ciudadela, que resistió el asalto. Los bizantinos se retiraron a comienzos del 963, llevándose consigo a gran parte de la población en calidad de cautivos. A partir del 963, cuando falleció el emperador Romano II, Nicéforo se dedicó a obtener para sí la corona imperial.
Las derrotas sucesivas y en especial el saqueo de Alepo minaron definitivamente el poder y la autoridad de Saif al-Daulá. Desde entonces hasta su muerte, se sucedieron las rebeliones y las disputas entre sus lugartenientes. Al mismo tiempo, el emir también comenzó a sufrir enfermedades: una hemiparesia y desórdenes intestinales y urinarios, que le obligaban a trasladarse en litera. La enfermedad limitó su capacidad de intervenir personalmente en los asuntos de Estado; pronto dejó Alepo en manos de su chambelán, Qarquya, y se instaló en Mayyafariqin, donde pasó los últimos años de vida; sus lugartenientes quedaron a cargo de la guerra con los bizantinos y de sofocar las distintas sublevaciones que estallaron en el emirato.
Nicéforo volvió al este en el otoño del 964, ya como emperador. Sitió Mopsuestia, que no pudo expugnar. Regresó, empero, al año siguiente, la tomó por asalto y deportó a sus habitantes. El 16 de agosto del 965, los habitantes de Tarso capitularon. Cilicia devino en provincia bizantina, y el emperador la recristianizó. Saif al-Daulá falleció en febrero del 967 en Alepo, con su emirato sumido en rebeliones y sufriendo correrías bizantinas que llegaban incluso a la Mesopotamia superior.
Su hijo y sucesor, Saad al-Daulaá, hubo de afrontar la inestabilidad heredada y no pudo apoderarse de Alepo hasta el 977. Los bizantinos conquistaron Antioquía el 28 de octubre de 969. Tras la caída de la gran metrópoli siria, los bizantinos y Qarquya, señor de Alepo, firmaron un tratado que sometió a esta al vasallaje del imperio. La autoridad bizantina se extendió por las antiguas marcas fronterizas (thughūr), y por la costa siria, entre el mar Mediterráneo y el río Orontes, hasta los alrededores de Trípoli, Arqa y Shaizar. Los bizantinos y la nueva potencia del Levante y Egipto, el Califato fatimí, se disputaron los restos del Emirato de Alepo, sumido ya en la impotencia.